# Douglas A-1 Skyraider

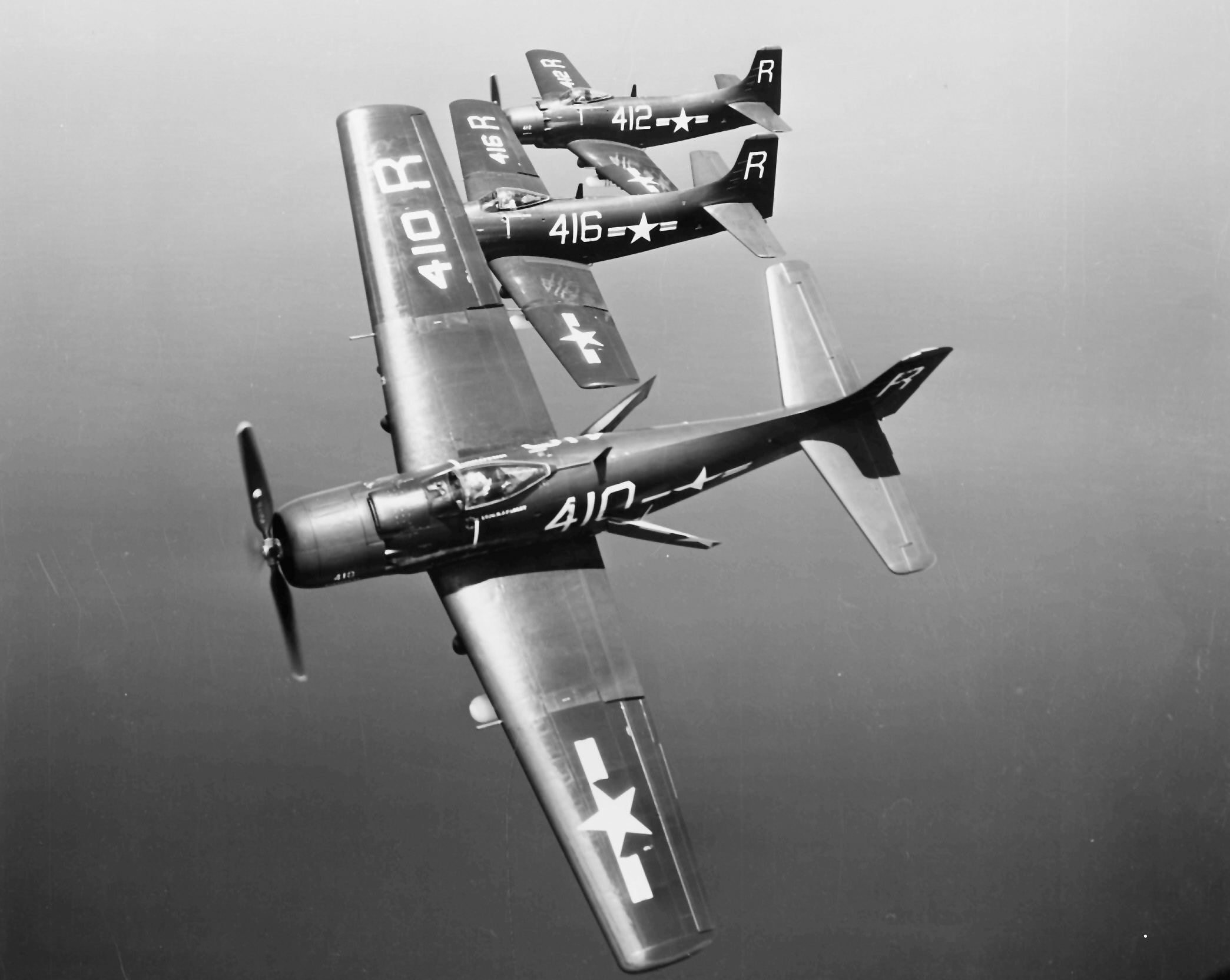
Douglas AD/A-1 Skyraider

Douglas A-1 Skyraider (în trecut AD) a fost un avion de atac american, cu un singur loc, care a fost în serviciu de la sfârșitul anilor 1940 până la începutul anilor 1980.

## Introducere
Intrând în serviciu prea târziu pentru a mai putea lupta în timpul celui de-al Doilea Război Mondial, numeroși sunt cei care au considerat că avionul AD/A-1 Skyraider cu motor cu piston va avea o carieră mult scurtată de apariția aparatelor cu motoare cu reacție, care abia intrau în scenă. Cu toate acestea, aparatul Skyraider a luptat în nenumărate războaie și a desfășurat unele dintre cele mai periculoase misiuni.
Cunoscut după o serie de porecle cum ar fi „spad” (spada), „Able Dog” (Câinele capabil), „Workforse of the Fleet” (Calul de povară al Flotei), sau după numele oficial, Skyraider, există puține semne de întrebare cum că avionul Douglas AD/A-1 nu a fost unul dintre cele mai versatile aeronave de luptă care au zburat vreodată pentru US Navy și faptul că a rămas în serviciu din prima linie până spre sfârșitul anilor 1960 este un clar indicator al adaptabilității lui.
Dacă nu ar fi existat Războiul din Coreea, povestea ar fi stat cu totul altfel, avionul Skyraider intrând în obscuritate în timp ce o aeronavă cu reacție îi lua locul. Cu doar puțin peste 3000 de exemplare produse în cei 12 ani de producție, AD, sau A-1 așa cum a fost cunoscut mai târziu, a fost construit în număr considerabil și a îndeplinit o multitudine de roluri. Printre ele se numără rolul de avertizare aeriană timpurie - AEW (Airborne Early Warning), contramăsuri electronice și sprijin aerian apropiat sau tractare de ținte și misiuni de contrainsurgență. El a mai obținut și foarte rara distincție de a fi unul dintre foarte puținele avioane cu motor cu piston care au doborât în luptă un aparat cu reacție, mai multe MiG-uri căzând victimă tunurilor de calibrul 20 mm de la bordul aeronavei Skyraider.
Originile avionului Skyraider pot fi urmărite înapoi până în timpul celui de-al Doilea Război Mondial, când a avut loc o competiție pentru înlocuirea aparatului SBD Dauntless, care a decimat forța portavioanelor japoneze la Midway. Ed Heineman, inginerul-șef de la fabrica companiei Douglas Aircraft Corporation din El Segundo, California, a făcut echipă cu doi locotenenți tineri din Marină pentru a pune bazele posibilului înlocuitor pentru aparatul Dauntless. În ciuda eșecului primelor proiecte și a unei întâlniri față în față cu amirali din cadrul US Navy la Washington în 1944, echipei de proiectare i s-a permis o prelungire cu 24 de ore pentru a prezenta propunerea finală. Lucrând până târziu în noapte, mica echipă de proiectare nu a putut să anticipeze rezultatul muncii depuse. Avionul, cunoscut ca BT2D Dauntless II în timpul fazelor de dezvoltare, a primit ulterior numele de Skyraider în efortul de a merge pe urma altor proiecte Douglas din seria „Sky”.

## Dezvoltarea pentru portavioane

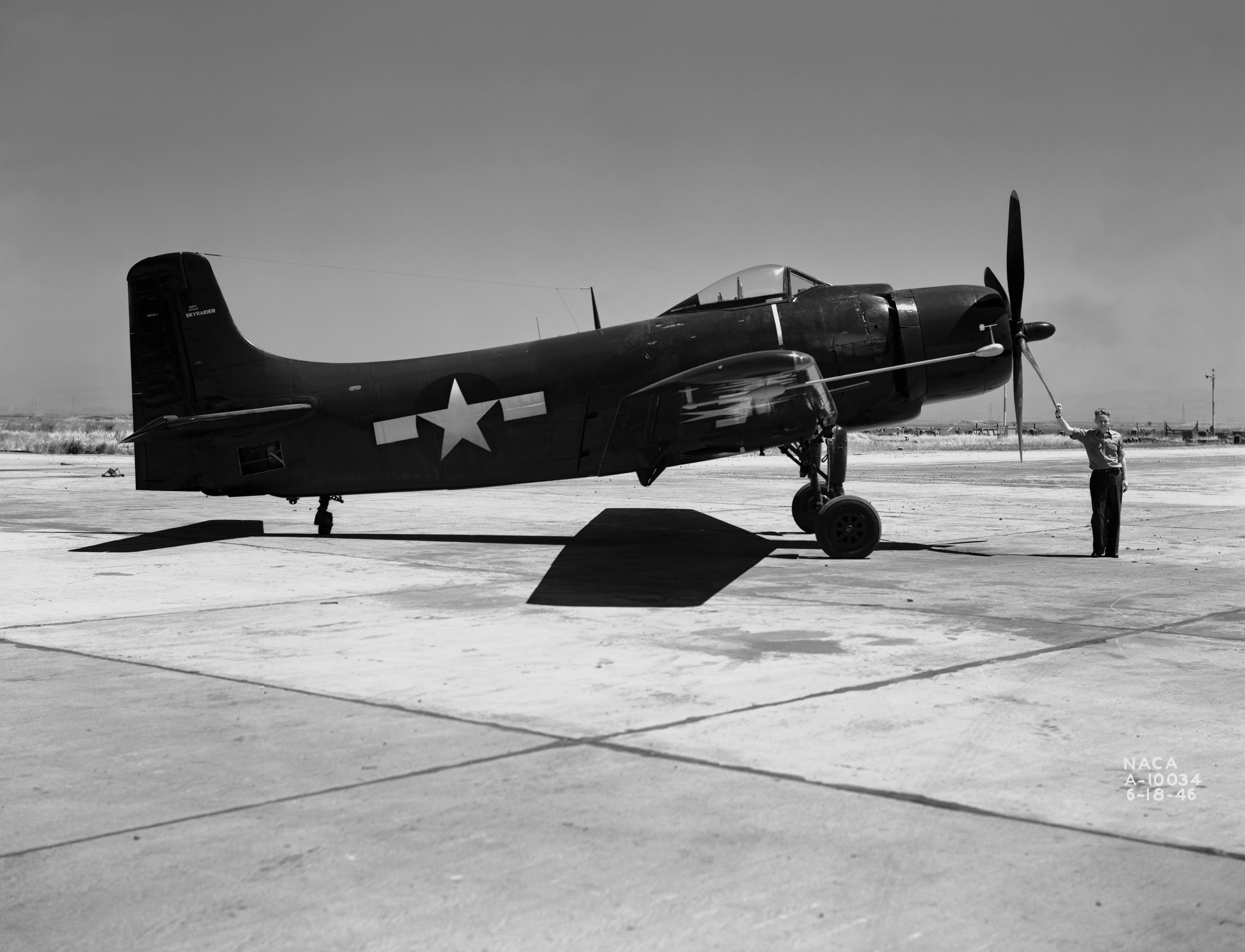
Douglas XBT2D-1 Skyraider prototype NACA

Zburând pentru prima dată pe 18 martie 1945 de la baza Mines Field, California, avionul AD-1 Skyraider a intrat în serviciu doi ani mai târziu în cadrul a două unități US Navy de pe Coasta de Est. Ulterior, în iunie 1947, escadrilele VA-3 și VA-4 au finalizat calificările pe puntea portavionului USS Sicily. Cu toate acestea, prima deplasare operațională a aeronavei a căzut în sarcina altei escadrile, VA-1, care a încheiat pregătirea în octombrie 1947 și apoi a navigat până în Mediterana la bordul portavionului USS Midway. Varianta de bază pentru misiuni de atac a rămas coloana vertebrală a flotei de aeronave Skyraider din subordinea US Navy. Variantele de mai târziu au încorporat o cupolă reproiectată, o cabină mai spațioasă și un radom ventral bombat care adăpostea un radar mare de căutare, cu rolul de a asigura protecția suplimentară a flotei prin detecția inamiculuide la mare distanță.
Pe puntea portavioanelor, avionul Skyraider s-a dovedit a fi un aparat solid și rezistent. Toate aceste calități au fost testate pe deplin când, pe 3 iulie 1950, unitatea VA-55 a plecat în prima misiune de luptă a unui aparat Skyraider din timpul Războiului din Coreea, împotriva aeroportului din estul orașului Phenian. Aparatele Skyraider din inventarul US Navy au decolat de pe punțile portavioanelor USS Valley Forge, Philippine Sea și Leyte, în timp ce exemplarele US Marine Corps au operat de pe pistele semiamenajate în Coreea de Sud, fiecare dând lovituri imamicului în cele mai dificile condiții meteo.
Până la momentul în care aparatele Skyraider au terminar deplasarea în Coreea, lansând tot arsenalul convențional din dotarea US Navy și US Marine Corps, interesul străin pentru avion a crescut considerabil. 
Variantele fără armament la bord destinate avertizării aeropurtate timpurii (AEW) au fost cele care au intrat primele în serviciul Fleet Air Arm (FAA) din Marea Britanie, escadrilele 778 și 849 operând cu aeronavele de pe puntea portavioanelor HMS Eagle și HMS Ark Royal până când au fost în cele din urmă înlocuite de aparatele Fairy Gannet. Mai multe dintre variantele AEW care au supraviețuit au fost vândute către Suedia la începutul anilor 1960 pentru a opera în misiuni de tractare a țintelor.
Odată cu introducerea în serviciul US Navy a avioanelor cu reacție, surplusul de aparate Skyraider au fost vândut către Franța.
Ele au fost mai târziu operate intens în luptă împotriva insurgenților din zone precum Algeria, Somalia și Madagascar. 
Aeronava Skyraider a intrat încă o dată în luptă având marcajele Statelor Unite în timpul războiului din Vietnam. Erau necesare din ce în ce mai multe exemplare pe câmpul de bătaie, nu numai pentru United States Navy, dar și pentru USAF (începând cu 1961).
Până în 1964, misiunile de luptă au fost numai în zona de luptă și, în 1966, mai multe sute de avioane Skyraider de diferite variante au fost angajate în misiuni de atac, escortă pentru elicoptere, control aerian avansat și, de cele mai multe ori, în rolul de sprijin în misiunile de salvare (cunoscute ca misiuni „Sandy”).

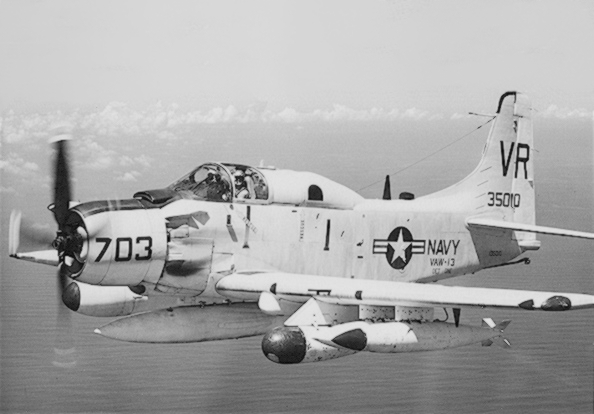
EA-1F VAW-13 1966

Deși avionul Skyraider a sosit prea târziu pentru a mai lua parte la cel de-al Doilea Război Mondial, contribuția sa în timpul războaielor din Coreea și Vietnam a fost una semnificativă. La momentul în care s-a desfășurat ultimul conflict menționat, avionul era deja din multe puncte de vedere un anacronism, dar cu toate acestea, a operat plin de glorie alături de aeronavele cu motoare cu reacție care i-au succedat. Nimeni nu știe unde sau când a luptat pentru ultima oară avionul Skyraider. Mai multe exemplare erau încă active în timpulconflictului din Ciad din 1979. Dar, ca un tribut adus echipelor de proiectare și echipajelor care au zburat pe el, avioanele Skyraider restaurate sunt o imagine comună în rândul organizațiilor de veterani atât în Europa cât și în Statele Unite. Demonstrațiile făcute de ele în cadrul spectacolelor aeriene nu pot decât să le reamintească oamenilor de puterea remarcabilă a acestui bătrân luptător.